# Johann Benedict Listing
Johann Benedict Listing (25. července 1808 Frankfurt nad Mohanem – 24. prosince 1882 Göttingen) byl německý matematik.
V roce 1847 napsal známý článek o topologii, ačkoliv jej uvedl v korespondenci o několik let dříve. Sám také objevil vlastnosti Möbiovy pásky ve stejný čas jako August Ferdinand Möbius a pokračoval ve výzkumu vlastností pásek s vyšším řádem zkroucení (paradromické prsteny)
V roce 1872 vytvořil termín geoid pro idealizovaný geometrický tvar Země.
V roce 1861 se stal členem Akademie věd v Göttingenu.